# 河南凯瑞数码
河南凯瑞数码有限公司是一家专业从事可录类光盘生产和研发的高新技术企业，隶属于宏威集团。河南凯瑞数码有限公司于2004年12月23日注册成立，位于河南省安阳高新技术产业开发区内，公司厂区面积占地49亩，员工1000余名，投资总额为1.1亿美元，现已成为中国规模最大的可录类光盘生产基地，产品销往欧洲、北美、南美、澳洲等地区。2005年该公司被中国河南省认定为高新技术企业。